# Ctenochira pectinata
Ctenochira pectinata là một loài tò vò trong họ Ichneumonidae.